# Kolovka
Kolovka (Rotala) je rod rostlin z čeledi kyprejovité. Jsou to vodní nebo vlhkomilné byliny se vstřícnými nebo přeslenitými jednoduchými listy a drobnými, většinou čtyřčetnými květy. Jsou rozšířeny téměř po celém světě. Nejvíc druhů roste v tropické Asii a Africe. Význam mají zejména jako akvarijní rostliny.

## Popis
Kolovky jsou jednoleté nebo vytrvalé, pozemní, obojživelné nebo vodní byliny. Stonek je lysý, jednoduchý nebo větvený, čtyřhranný až čtyřkřídlý. Listy jsou jednoduché, křižmostojné nebo přeslenité, téměř nebo zcela přisedlé. Květy jsou pravidelné, drobné, přisedlé nebo krátce stopkaté, většinou čtyřčetné, řidčeji 3 nebo až 6 četné. Jsou uspořádány jednotlivě v paždí listenů, na postranních klasovitých větvích nebo tvoří koncový klas. Listeny v květenství jsou podobné listům nebo jsou menší a jiného tvaru. Květní trubka je zvonkovitá nebo baňkovitá, za plodu až kulovitá. Kališní cípy jsou trojúhelníkovité, kratší než květní trubka. Někdy je přítomen kalíšek v podobě přívěsků mezi kališními cípy. Korunní lístky jsou bělavé nebo purpurové. Tyčinek je 1 až 6 a jsou přirostlé ke kališní trubce. Semeník je srostlý ze 2 až 4 plodolistů a se stejným počtem neúplných komůrek. Čnělka je dlouhá nebo krátká, zakončená hlavatou bliznou. Plodem je průsvitná tobolka, pukající 2 až 4 chlopněmi. Obsahuje mnoho drobných, hnědých, vejcovitých až kulovitých semen.

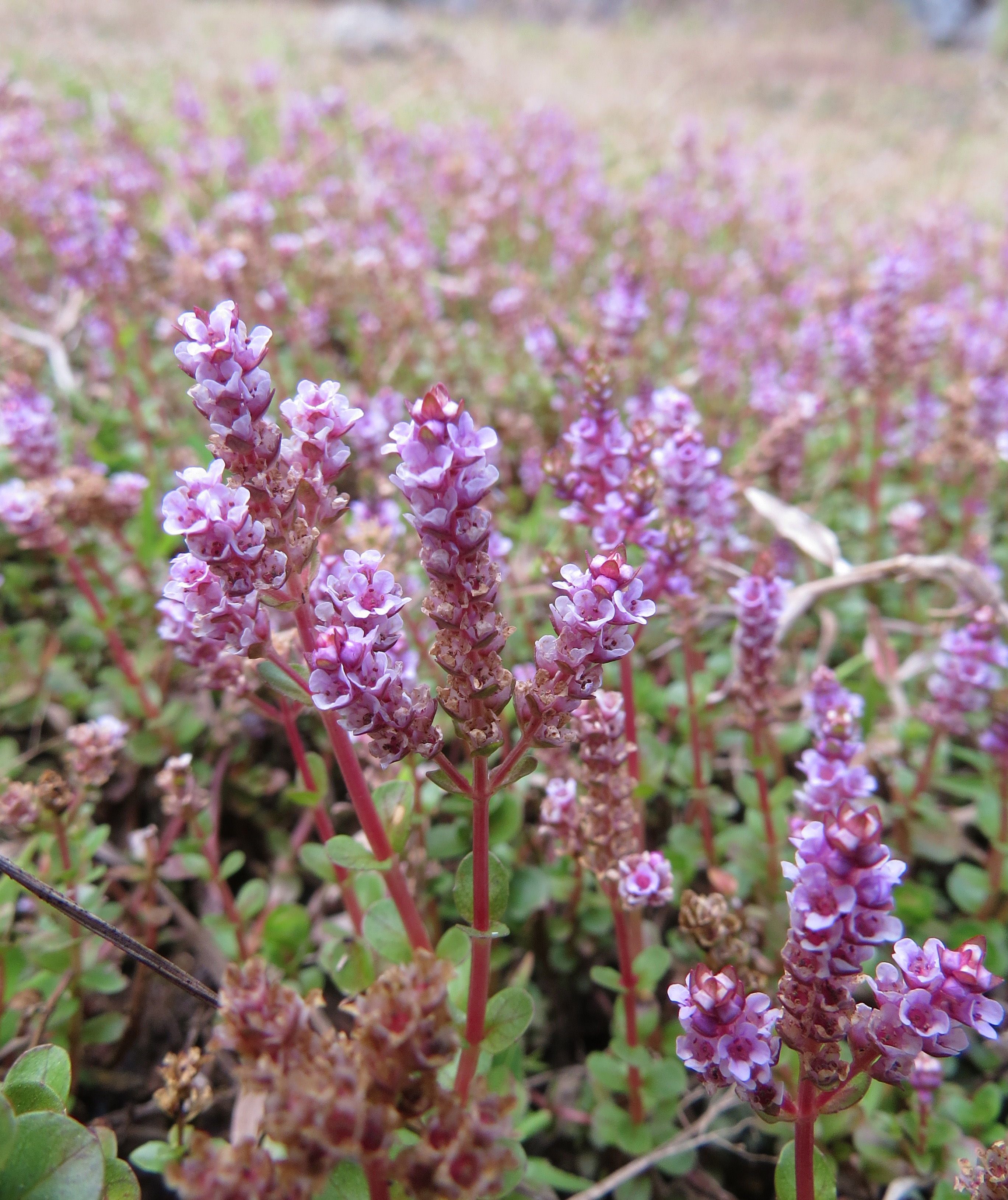
Porost kolovky Rotala rotundifolia
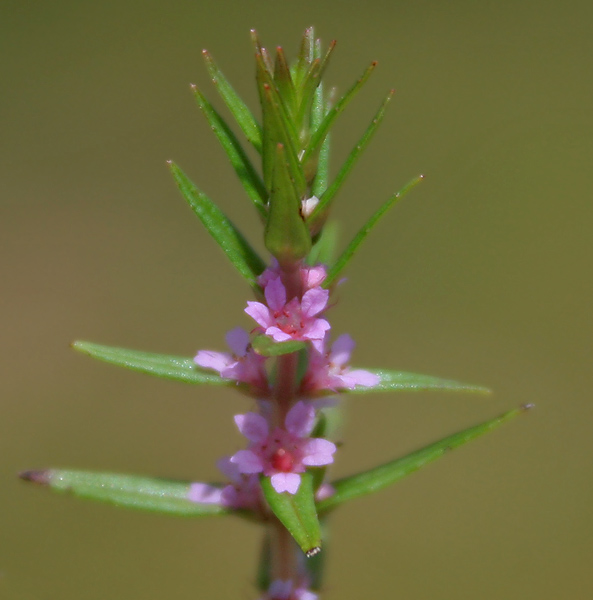
Detail květenství R. densiflora
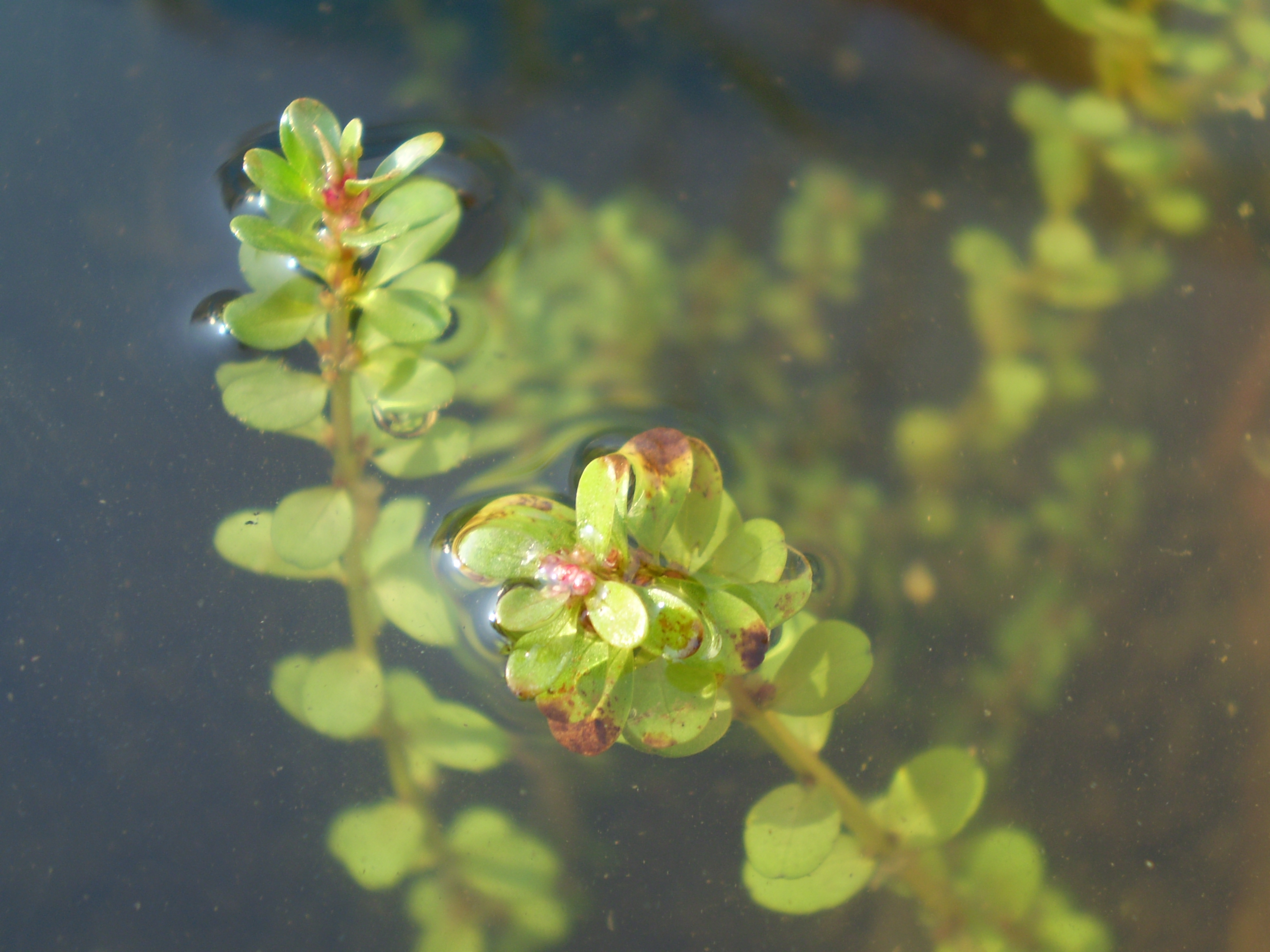
Kolovka indická, R. indica var. uliginosa

## Rozšíření
Rod kolovka zahrnuje asi 46 druhů. Je rozšířen téměř po celém světě od mírného pásu po tropy. Nejvíce druhů roste v tropické Asii a Africe. V tropické Americe jsou původní 3 druhy. V USA roste jediný domácí druh, Rotala ramosior, který zasahuje i do Kanady. Kolovka Rotala mexicana je rozšířena v tropech celého světa. Kolovka indická (Rotala indica) je jako plevel úzce spjata s pěstováním rýže a rozšířila se i do jižní Evropy a teplých oblastí Severní Ameriky. V rýžových polích a zavodňovacích kanálech rostou i další druhy. Také americký druh Rotala ramosior zdomácněl v tropech po celém světě.

## Zástupci
- kolovka indická (Rotala indica)
- kolovka velká (Rotala macrandra)
- kolovka Wallichova (Rotala wallichii)

## Význam
Některé druhy kolovky jsou pěstovány jako akvarijní rostliny, zejména kolovka Wallichova (R. wallichii), kolovka velká (R. macrandra) a kolovka R. rotundifolia. Pěstují se také různé kultivary bez druhového přiřazení.

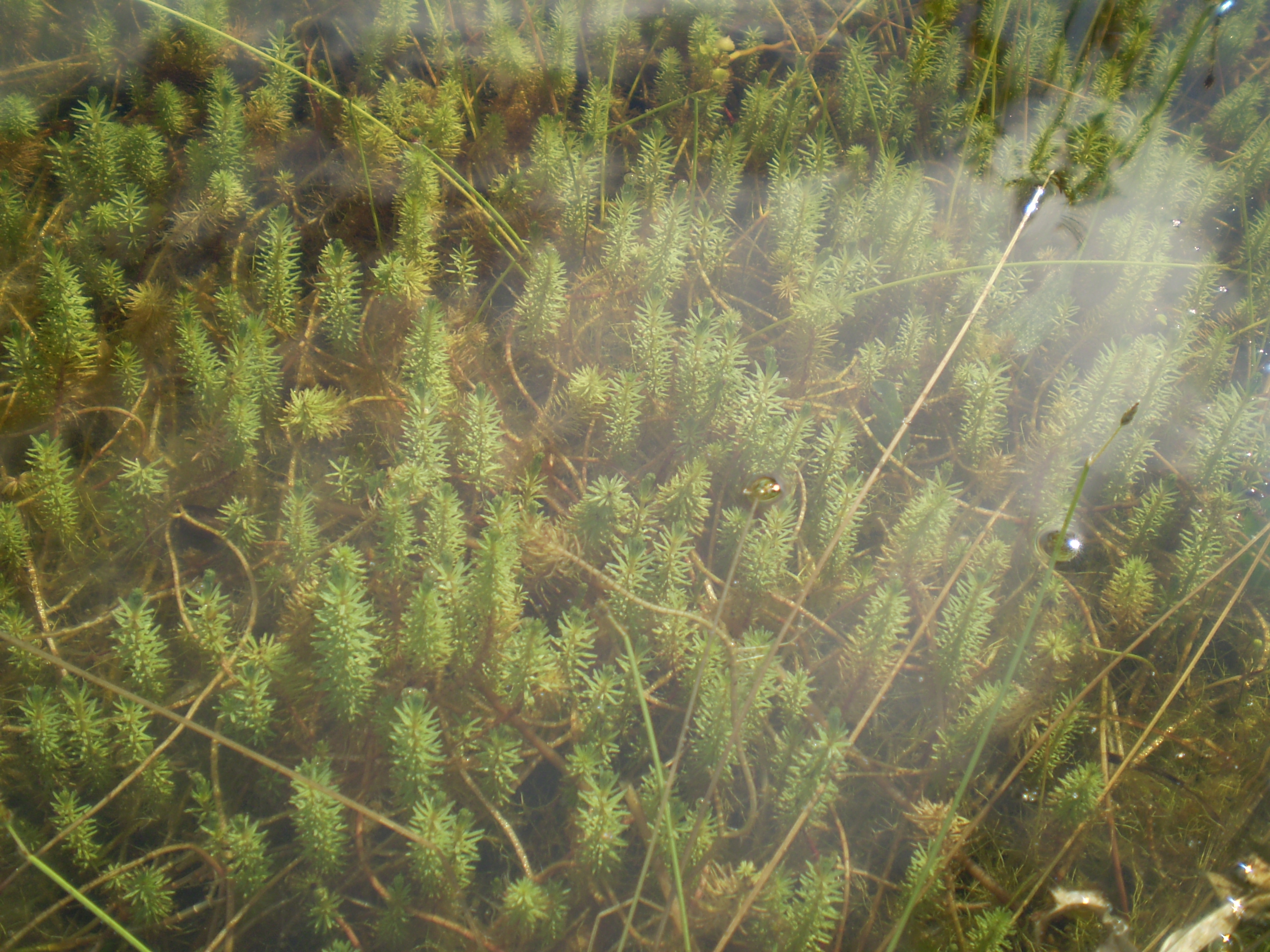
Podvodní porost Rotala hippuris
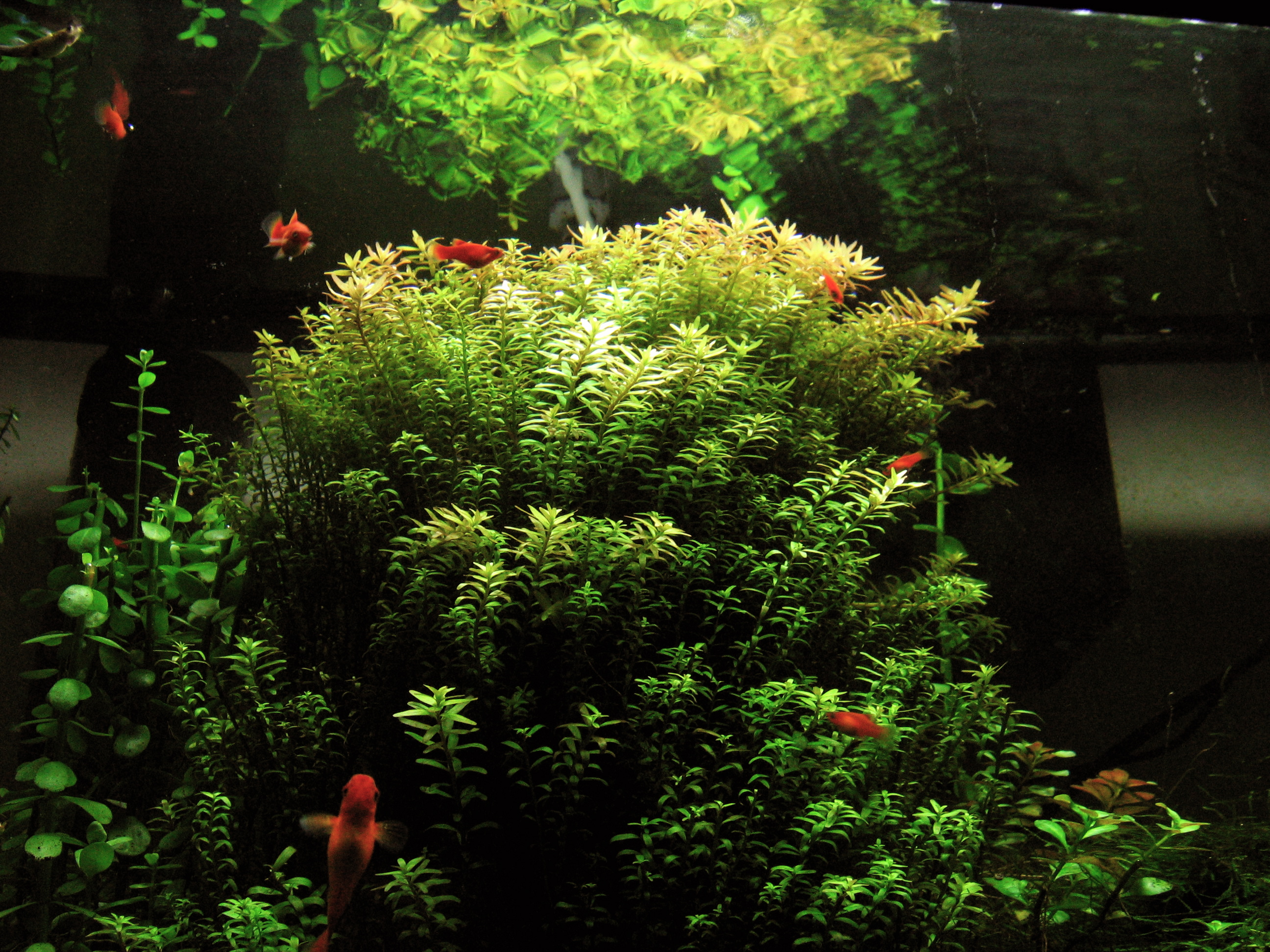
Kolovka indická v akváriu
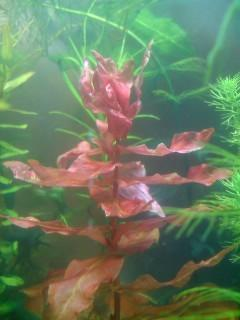
Kolovka velká